# Au voleur ! (film, 1920)
Pour plus de détails, voir Fiche technique et Distribution.
Au voleur ! (Stop Thief) est un film américain réalisé par Harry Beaumont, sorti en 1920.

## Synopsis
Jack Dougan et Snatcher Nell, un couple de voleurs, décident de dérober les cadeaux au mariage de Madge Carr et James Cluney. Nell se fait alors engager comme domestique pour avoir ses entrées dans la maison. Peu après, des objets commencent à disparaître, et le père de Madge, un cleptomane, commence à se sentir coupable, et le fiancé en vient à se suspecter lui-même. Un policier est appelé, mais Dougan, faisant semblant d'être Cluney, l'aborde et lui vole son badge, puis il prend sa place. Après diverses aventures, Nell et Dougan s'enfuient, mais, sur le point d'être attrapés, retournent chez les Carr et se confessent. Tout leur est pardonné et les deux couples se marient en même temps. 

## Fiche technique
- Titre original : Stop Thief
- Titre français : Au voleur !
- Réalisation : Harry Beaumont
- Scénario : Charles Kenyon, d'après la pièce Stop Thief de Carlyle Moore
- Photographie : Norbert Brodine
- Production : Samuel Goldwyn
- Société de production : Goldwyn Pictures Corporation
- Société de distribution : Goldwyn Distributing Corporation
- Pays d’origine :  États-Unis
- Langue originale : anglais
- Format : noir et blanc — 35 mm — 1,37:1 — Film muet
- Genre : Comédie
- Durée : 50 minutes
- Dates de sortie :
  - États-Unis : août 1920
  - France : 19 mai 1922[3]

## Distribution

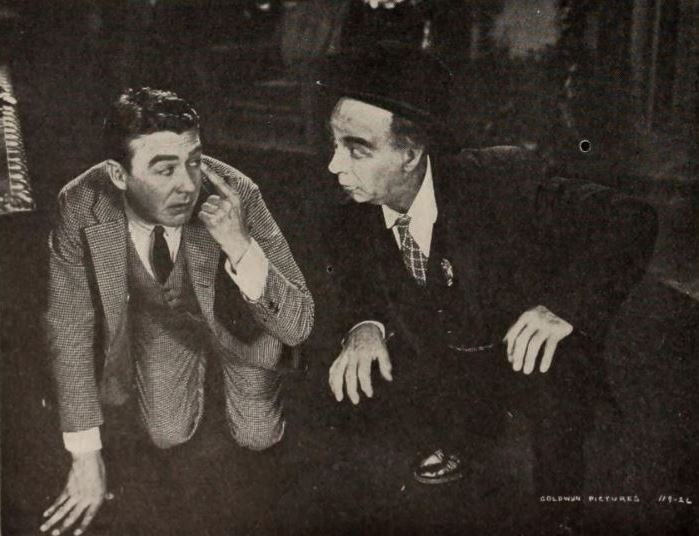
Tom Moore et John Lince dans une scène du film.

- Tom Moore : Jack Dougan
- Hazel Daly : Snatcher Nell
- Irene Rich : Madge Carr
- Kate Lester : Mme Carr
- Molly Malone : Joan Carr
- Edward McWade : M. Carr
- Raymond Hatton : James Cluney
- Harris Gordon : Dr Willoughby
- Henry Ralston : Révérend Spelvin
- John Lince : Inspecteur Thompson
- Maurice Flynn : Sergent de police

Acteurs non crédités
- James Neill